# Conspinaria sundana
Conspinaria sundana är en stekelart som beskrevs av Van Achterberg 2007. Conspinaria sundana ingår i släktet Conspinaria och familjen bracksteklar. Inga underarter finns listade i Catalogue of Life.